# Aegyptobia villiensis
Aegyptobia villiensis är en spindeldjursart som beskrevs av Hatzinikolis och Emmanouel 1990. Aegyptobia villiensis ingår i släktet Aegyptobia och familjen Tenuipalpidae. Inga underarter finns listade i Catalogue of Life.